# До звезда
До звезда (лат. Ad Astra) је амерички научнофантастични филм из 2019. године, режисера Џејмса Греја рађен по сценарију самог Греја и Итана Гроса. Улоге у филму тумаче Бред Пит, Томи Ли Џоунс, Рут Нега, Доналд Садерланд и Џејми Кенеди.

## Радња
Двадесет година након што је његов отац отишао на пут без повратка, на планету Нептун, како би пронашао знакове ванземаљске интелигенције, Рој Мекбриџ (Бред Пит), инжењер војног корпуса путује кроз Сунчев систем како би га пронашао и схватио зашто његова мисија није успела.

## Улоге
| Глумац            | Улога                                 |
| ----------------- | ------------------------------------- |
| Бред Пит          | Рој Мекбриџ, Клифордов син            |
| Томи Ли Џоунс     | Клифорд Мекбриџ, Ројев изгубљени отац |
| Доналд Садерланд  | пуковник Томас Пруит                  |
| Рут Нега          | Хелен Лантос                          |
| Лив Тајлер        | Ив Мекбриџ                            |
| Џон Ортис         | Генерал Ривас                         |
| Џејми Кенеди      | Питер Бело                            |
| Грег Брик         | Чип Гарнс                             |
| Кимберли Елис     | Лорен Диверс                          |
| Лиза Геј Хамилтон | Генерал ађутант Амелија Вогел         |
| Лорен Дин         | Доналд Станфорд                       |
| Џон Фин           | Строуд                                |
| Боби Ниш          | Френклин Јошида                       |

## Продукција
Режисер Џејмс Греј први пут је 12. маја 2016. године на Канском филмском фестивалу потврдио да је усмерен ка изради сценарија за филм До звезда.
У априлу 2017. године, док је промовисао филм Изгубљени град Зи, Греј је упоредио причу о филму До звезда са Срцем таме Џозефа Конрада. Греј је такође споменуо да је намеравао да „филм прикаже као најреалнију слику свемирског путовања које је остварљиво на филму” и да је у основи „свемир страшно непријатељски расположен према нама”. Греј је такође потврдио да ће снимање за филм До звезда почети 17. јула 2017. године.
Џејмс Греј је 10. априла 2017. године потврдио да ће Бред Пит глумити у филму До звезда. У јуну је потврђено да ће Томи Ли Џоунс глумити Питовог изгубљеног оца. Такође, у августу, потврђено је да ће се глумачкој постави придружити и глумци Рут Нега, Џон Фин, Доналд Садерланд и Џејми Кенеди.
Главно снимање филма почело је средином августа 2017. године у Санта Кларити у Калифорнији, САД.

## Приказивање
Филм До звезда је премијерно приказан 29. августа 2019. године на Филмском фестивалу у Венецији, од стране компаније 20th Century Fox. Претходно је објављено да ће филм бити приказан 11. јануара 2019. године.